# Callopistria sogai
Callopistria sogai là một loài bướm đêm trong họ Noctuidae.